# Phenolphthalin
Phenolphthalin ist eine chemische Verbindung aus der Gruppe der aromatischen Kohlenwasserstoffe. Es entsteht bei der Reduktion von Phenolphthalein mit Zink in alkalischen Lösungen und wird beim Kastle-Meyer-Test zur Indikation von mutmaßlichen Blutspuren und zum Nachweis von Peroxiden eingesetzt.